# Elezioni parlamentari in Libano del 2005
Le elezioni parlamentari in Libano del 2005 si tennero il 29 maggio (primo turno) e il 20 giugno (secondo turno) per il rinnovo dell'Assemblea Nazionale.

## Risultati
| Liste                                             | Voti | % | Seggi |
| ------------------------------------------------- | ---- | - | ----- |
| Movimento del Futuro                              |      |   | 36    |
| Partito Socialista Progressista                   |      |   | 16    |
| Forze Libanesi                                    |      |   | 6     |
| Falangi Libanesi - Partito Nazionale Liberale     |      |   | 6     |
| Rinnovamento Democratico                          |      |   | 1     |
| Movimento della Sinistra Democratica              |      |   | 1     |
| Altri                                             |      |   | 3     |
| Totale Alleanza del 14 marzo                      |      |   | 69    |
| Amal                                              |      |   | 15    |
| Hezbollah                                         |      |   | 14    |
| Partito Nazionalista Sociale Siriano              |      |   | 2     |
| Partito Ba'th Socialista Arabo - Regione Libanese |      |   | 1     |
| Altri                                             |      |   | 3     |
| Totale Blocco della Resistenza e dello Sviluppo   |      |   | 35    |
| Movimento Patriottico Libero                      |      |   | 15    |
| Blocco Skaff                                      |      |   | 5     |
| Blocco Murr                                       |      |   | 2     |
| Altri                                             |      |   | 2     |
| Totale                                            |      |   | 128   |